# Nothobranchius jubbi
Nothobranchius jubbi är en art av fiskar bland de äggläggande tandkarparna som beskrevs 1979 av iktyologerna Rudolf Hans Wildekamp och Heinz Otto Berkenkamp. Internationella naturvårdsunionen (IUCN) kategoriserar arten globalt som livskraftig (LC). Inga underarter finns listade i Catalogue of Life.